# 411vm 18
411vm 18 je osemnajsta številka 411 video revije in je izšla maja 1996.

## Vsebina številke in glasbena podlaga
Glasbena podlaga je navedena v oklepajih.
- Chaos (Goldfinger - Nothing to prove)
- Profiles Mike Crum (Butthole surfers - Golden showers)
- Wheels of fortune Forest Kirby (Sincola - Rundown)
- Contests Radlands, Venice street grind, Puma grand prix, Švica (Becky sharp - Ode to a Texan, Live - All over you, The pharcyde - Y?)
- Industry Supreme rolkarska trgovina, Mad circle (Money Mark - Sunday gardena blvd., Money Mark - Sometimes you gotta)
- Metrospective Paris
- Brothers Mike in Quim Cardona
- Road trip Santa Cruz (Xzibit - Paparazzi)